# 夜間の陰核勃起
夜間の陰核勃起(夜間陰核勃起現象)は、睡眠中の陰核の不随意の勃起であり、レム睡眠に関連している。場合によっては、エロティックな夢を伴う事もあるが、はっきりとした原因は現在も不明である。この現象は、陰茎の夜間陰茎勃起に似ている。また、大陰唇と小陰唇の肥大と、子宮の収縮に起因する女性器への血液供給の増加がある。
プロセスの重要性は議論の余地があり、一部の科学者は、このようにして性器への酸素の輸送が代謝プロセスを達成するために行われ、女性器の病状の発生を防ぐと信じている。また、無意識の勃起により尿道が狭くなり睡眠中の排尿を防止すると信じる科学者もいる。